# Ruptures tête/queue
 (novembre 2024).
Le contenu est difficilement compréhensible vu les erreurs de traduction, qui sont peut-être dues à l'utilisation d'un logiciel de traduction automatique.

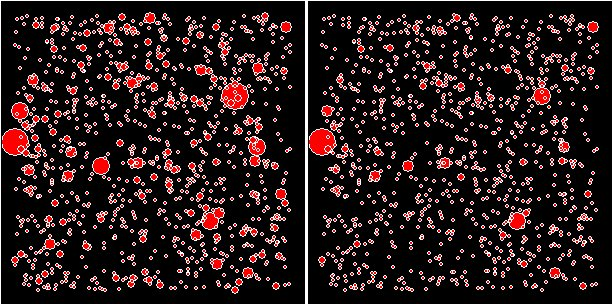
1024 villes qui suivent exactement Loi de Zipf, ce qui implique que la plus grande ville a une taille de 1, la deuxième plus grande ville a une taille de 1/2, la troisième plus grande ville a une taille de 1/3, ... et la plus petite ville a une taille de 1/1024. Le motif de gauche est produit par des ruptures tête/queue, tandis que celui de droite est produit par des ruptures naturelles, également connues sous le nom d'optimisation des ruptures naturelles de Jenks.

Les ruptures tête/queue sont un algorithme partitionnement de données avec loi de probabilité à queue lourde, telles que les lois de puissance et loi log-normale. La distribution à longue traîne peut simplement être décrite comme un modèle d'échelle où il y a beaucoup plus de petites choses que de grandes, ou alternativement de nombreux éléments très petits, quelques-uns très grands, et certains entre les plus petits et les plus grands. La classification se fait en divisant les éléments en grands (ou appelés la tête) et petits (ou appelés la queue) autour de la moyenne arithmétique, puis en poursuivant récursivement le processus de division pour les grands éléments ou la tête jusqu'à ce que la notion de beaucoup plus de petits éléments que de grands ne soit plus valide, ou avec des éléments plus ou moins similaires restants uniquement. Les ruptures tête/queue ne servent pas seulement à la classification, mais aussi à la visualisation des grandes données en conservant la tête, puisque la tête est auto-similaire à l'ensemble. Les ruptures tête/queue peuvent être appliquées non seulement aux données vectorielles telles que les points, les lignes et les polygones, mais aussi aux données raster comme le modèle numérique d'élévation (DEM).

## Motivation
Les ruptures tête/queue sont motivées par l'incapacité des méthodes de classification conventionnelles telles que les intervalles égaux, les quantiles, les progressions géométriques, l'écart type et les ruptures naturelles - communément connues sous le nom d'optimisation des ruptures naturelles de Jenks (en) ou de K-moyennes à révéler l'échelle sous-jacente ou la structure vivante avec la hiérarchie inhérente (ou hétérogénéité) caractérisée par la notion récurrente de bien plus de petites choses que de grandes,. Notez que la notion de bien plus de petites choses que de grandes n'est pas seulement liée à la propriété géométrique, mais aussi aux propriétés topologiques et sémantiques. Dans ce contexte, la notion devrait être interprétée comme beaucoup plus de choses impopulaires (ou moins connectées) que de choses populaires (ou bien connectées), ou beaucoup plus de choses insignifiantes que de choses significatives. Les ruptures tête/queue utilisent la moyenne pour dichotomiser un ensemble de données en valeurs petites et grandes, plutôt que de caractériser les classes par des valeurs moyennes, ce qui est différent du clustering k-means ou des ruptures naturelles. Grâce aux ruptures tête/queue, un ensemble de données est perçu comme une structure vivante avec une hiérarchie inhérente, avec beaucoup plus de petits que de grands, ou perçu de manière récursive comme la tête de la tête de la tête, et ainsi de suite. Cela ouvre de nouvelles perspectives pour analyser les données d'un point de vue holistique et organique tout en tenant compte des différents types d'échelles et de la mise à l'échelle dans l'analyse spatiale.

## Méthode
Étant donné une variable X qui présente une distribution à queue épaisse, il y a beaucoup plus de petits x que de grands. Prenez la moyenne de tous les xi, et obtenez la première moyenne m1. Ensuite, calculez la deuxième moyenne pour ceux xi supérieurs à m1, et obtenez m2. De la même manière récursive, nous pouvons obtenir m3 en fonction de la condition de fin de ne plus avoir beaucoup plus de petits x que de grands. Pour simplifier, nous supposons qu'il y a trois moyennes, m1, m2 et m3. Cette classification conduit à quatre classes : [minimum, m1], (m1, m2], (m2, m3], (m3, maximum]. En général, cela peut être représenté comme une fonction récursive comme suit :

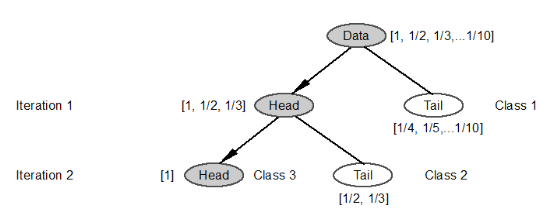
Une illustration de la classification des ruptures tête/queue avec 10 nombres

```
    Fonction récursive 
Coupures tête/queue
:
    Classez les valeurs des données d'entrée du plus grand au plus petit;
    Calculez la valeur moyenne des données.
    Divisez les données (autour de la moyenne) en tête et en queue ;
    // la tête pour les valeurs de données supérieures à la moyenne
    // la queue pour les valeurs de données inférieures à la moyenne
    Si (longueur(tête)/longueur(données) <=40%):
        
Coupures tête/queue
(tête);
    Fin de fonction
```

Le nombre de classes résultant est appelé ht-index, un indice alternatif à la Dimension fractale pour caractériser la complexité des fractales ou des caractéristiques géographiques : plus l'ht-index est élevé, plus les fractales sont complexes.

### Seuil ou sa sensibilité
Le critère pour arrêter le processus de classification itératif en utilisant la méthode des ruptures tête/queue est que les données restantes (c'est-à-dire la partie tête) ne soient pas à queue lourde, ou simplement, que la partie tête ne soit plus une minorité (c'est-à-dire que la proportion de la partie tête ne soit plus inférieure à un seuil tel que 40%). Ce seuil est suggéré à 40 % par Jiang et al. (2013), tout comme les codes ci-dessus (c'est-à-dire (longueur/tête)/longueur(données) ≤ 40 %). Ce processus est appelé head/tail breaks 1.0. Mais parfois, un seuil plus élevé, par exemple 50 % ou plus, peut être utilisé, comme l'ont noté Jiang et Yin (2014) dans un autre article : "cette condition peut être assouplie pour de nombreuses caractéristiques géographiques, comme 50 pour cent ou même plus". Cependant, le pourcentage moyen de toutes les têtes doit être inférieur à 40 % (ou 41, 42 %), ce qui indique beaucoup plus de petites choses que de grandes. De nombreuses données du monde réel ne peuvent pas être ajustées à une distribution à longue traîne parfaite, par conséquent, son seuil peut être assoupli structurellement. Dans les ruptures tête/queue 2.0, le seuil ne s'applique qu'au pourcentage global des têtes.Cela signifie que les pourcentages de toutes les têtes par rapport aux queues devraient être d'environ 40 % en moyenne. Les classes individuelles peuvent avoir n'importe quel pourcentage réparti autour de la moyenne, tant que cela s'équilibre dans l'ensemble. Par exemple, si les données sont distribuées de manière à avoir une tête et une queue clairement définies lors de la première et de la deuxième itération (longueur(tête)/(longueur(données)<20%) mais une distribution à longue traîne beaucoup moins bien définie pour la troisième itération (60% dans la tête), head/tail breaks 2.0 permet à l'itération de continuer jusqu'à la quatrième itération qui peut être distribuée 30% tête - 70% queue à nouveau, et ainsi de suite. Tant que le seuil global n'est pas dépassé, la classification des ruptures tête/queue reste valable.

### Graphique de rang-taille et indice RA
Un bon outil pour afficher le modèle d'échelle, ou la distribution à queue épaisse, est le graphique rang-taille, qui est un nuage de points pour afficher un ensemble de valeurs selon leurs rangs. Avec cet outil, un nouvel indice appelé le ratio des aires (RA) dans un graphique de rang-taille a été défini pour caractériser le modèle de mise à l'échelle. L'indice RA a été utilisé avec succès pour l'estimation des conditions de circulation. Cependant, l'indice RA ne peut être utilisé qu'en tant que méthode complémentaire à l'indice ht, car il est inefficace pour capturer la structure de mise à l'échelle des caractéristiques géographiques.

### Autres indices basés sur les ruptures tête/queue
En plus de l'indice ht, les indices suivants sont également dérivés avec les ruptures tête/queue.
- CRG-index. Il a été développé comme un ht-index plus sensible pour capturer les légers changements des caractéristiques géographiques. Contrairement à l'ht-index, qui est un entier, l'indice CRG est un nombre réel.
- Mesures unifiées. Deux métriques unifiées (UM1 et UM2) ont été proposées dans un article de l'AAAG pour caractériser la nature fractale des caractéristiques géographiques. L'un peut être utilisé pour répondre à la question « Je sais qu'il y a beaucoup plus de petites choses que de grandes, mais combien ces petites (ou grandes) choses sont-elles petites (ou grandes) ? », tandis que l'autre pour répondre à « Je sais qu'il y a beaucoup plus de petites choses que de grandes, mais combien de plus ? »
- Fht-index : C'est un indice ht fractionnaire, capable de capturer une hiérarchie fractionnaire.L'indice fht pourrait être utile pour créer une échelle intermédiaire entre deux échelles cartographiques consécutives, menant à ce que l'on appelle des échelles cartographiques continues.

## Applications
Au lieu de choses plus ou moins similaires, il y a beaucoup plus de petites choses que de grandes qui nous entourent. Étant donné l'omniprésence du modèle d'échelle, les ruptures tête/queue se révèlent utiles pour la cartographie statistique, la généralisation de cartes, la cartographie cognitive et même la perception de la beauté. Cela aide à visualiser les grandes données, car les grandes données sont susceptibles de montrer la propriété d'échelle de bien plus de petites choses que de grandes. Essentiellement, les phénomènes géographiques peuvent être à échelle ou sans échelle. Les phénomènes à échelle définie peuvent être expliqués par des opérations mathématiques ou géographiques conventionnelles, mais les phénomènes sans échelle ne le peuvent pas. Les ruptures tête/queue peuvent être utilisées pour caractériser les phénomènes sans échelle, qui sont majoritaires.La stratégie de visualisation consiste à supprimer récursivement les parties de la queue jusqu'à ce que les parties de la tête soient claires ou suffisamment visibles. De plus, cela aide à délimiter les villes ou les villes naturelles de manière plus précise à partir de diverses informations géographiques telles que les réseaux de rues, les données de géolocalisation des réseaux sociaux et les images nocturnes.

### Caractériser le déséquilibre
Comme la méthode des ruptures tête/queue peut être utilisée de manière itérative pour obtenir les parties tête d'un ensemble de données, cette méthode capture en réalité la hiérarchie sous-jacente de l'ensemble de données. Par exemple, si nous divisons le tableau (19, 8, 7, 6, 2, 1, 1, 1, 0) avec la méthode des ruptures tête/queue, nous pouvons obtenir deux parties tête, c'est-à-dire la première partie tête (19, 8, 7, 6) et la deuxième partie tête. (19). Ces deux parties principales ainsi que le tableau original forment une hiérarchie à trois niveaux :
- le 1er niveau (19),
- le 2e niveau (19, 8, 7, 6), et
- le 3e niveau (19, 8, 7, 6, 2, 1, 1, 1, 0).

Le nombre de niveaux de la hiérarchie mentionnée ci-dessus est en réalité une caractérisation du déséquilibre du tableau d'exemple, et ce nombre de niveaux a été appelé l'ht-index.[5] Avec l'indice ht, nous sommes capables de comparer les degrés de déséquilibre de deux ensembles de données. Par exemple, l'indice ht du tableau exemple (19, 8, 7, 6, 2, 1, 1, 1, 0) est 3, et l'indice ht d'un autre tableau (19, 8, 8, 8, 8, 8, 8, 8, 8) est 2. Par conséquent, le degré de déséquilibre du premier tableau est plus élevé que celui du second tableau.

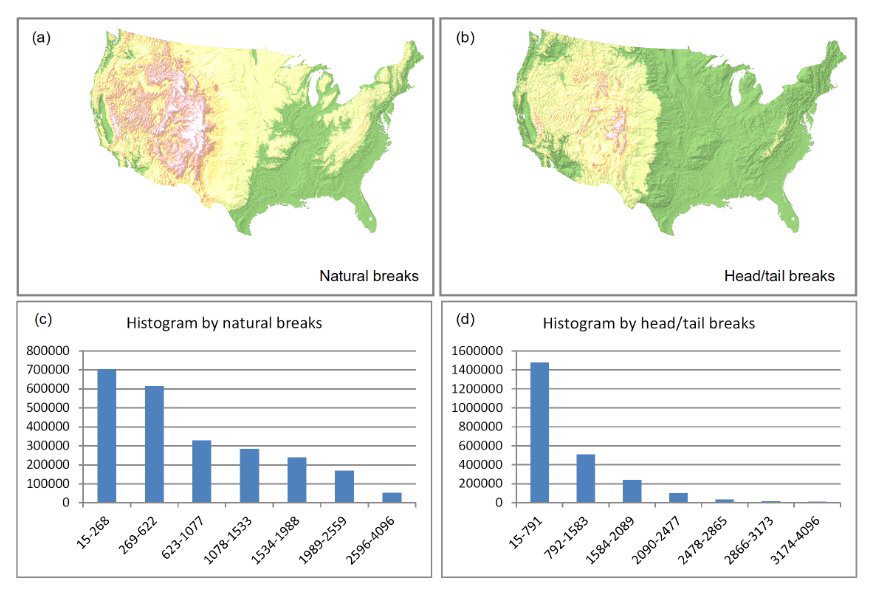
Le motif d'échelle de la surface du terrain américain est déformé par les ruptures naturelles, mais révélé par les ruptures tête/queue.

### Délimiter les villes naturelles
L'utilisation des fractales dans la modélisation de la géographie humaine est depuis longtemps considérée comme utile pour mesurer la distribution spatiale des établissements humains. Les ruptures tête/queue peuvent être utilisées pour cela avec un concept appelé villes naturelles. Le terme « villes naturelles » se réfère aux établissements humains ou aux activités humaines en général à la surface de la Terre qui sont naturellement ou objectivement définis et délimités à partir d'informations géographiques massives basées sur la règle de division tête/queue, une forme non récursive des ruptures tête/queue.De telles informations géographiques pourraient provenir de diverses sources, telles que des carrefours massifs et des extrémités de rues, un grand nombre de blocs de rues, des images nocturnes et les emplacements des utilisateurs des réseaux sociaux, etc. Sur la base de ces informations, les différentes formes et configurations urbaines détectées dans les villes peuvent être dérivées.[20] Distinct des villes conventionnelles, l'adjectif « naturel » pourrait être expliqué non seulement par les sources des villes naturelles, mais aussi par l'approche pour les dériver..Les villes naturelles sont dérivées d'une coupure significative moyenne à partir d'un nombre massif d'unités extraites des informations géographiques. Ces unités varient selon les différents types d'informations géographiques, par exemple, les unités peuvent être des unités de surface pour les blocs de rue et des valeurs de pixels pour les images nocturnes. Un modèle de villes naturelles a été créé en utilisant ArcGIS model builder, il suit le même processus de dérivation des villes naturelles à partir des médias sociaux basés sur la localisation, à savoir, la construction d'un vaste réseau triangulaire irrégulier (TIN) basé sur les caractéristiques ponctuelles (nœuds de rue dans ce cas) et la considération des triangles qui sont plus petits qu'une valeur moyenne comme les villes naturelles. Ces villes naturelles peuvent également être créées à partir d'autres informations en accès libre comme OpenStreetMapet être utilisé en outre comme une délimitation alternative des frontières administratives.La Loi de puissance peut également être correctement identifiée en même temps et les frontières administratives peuvent être créées pour respecter cela par la délimitation des villes naturelles.Ce type de méthodologie peut aider les géographes et les urbanistes en identifiant correctement l'étendue territoriale urbaine effective des zones dans lesquelles ils travaillent.Les villes naturelles peuvent varier en fonction de l'échelle à laquelle elles sont délimitées, c'est pourquoi elles doivent idéalement être basées sur des données provenant du monde entier. Étant donné que cela est impossible sur le plan computationnel, une échelle nationale ou régionale est suggérée comme alternative. En raison de la nature sans échelle des villes naturelles et des données sur lesquelles elles sont basées, il existe également des possibilités d'utiliser la méthode des villes naturelles pour d'autres mesures. L'un des principaux avantages des villes naturelles est qu'elles sont dérivées de bas en haut plutôt que de haut en bas.
Cela signifie que les frontières sont déterminées par les données de quelque chose de physique plutôt que par un gouvernement ou une administration administrative. Par exemple, en calculant les villes naturelles d'une ville naturelle de manière récursive, les zones densément peuplées au sein d'une ville naturelle sont identifiées. Celles-ci peuvent être considérées comme des centres-villes, par exemple. En utilisant la méthode des villes naturelles de cette manière, d'autres délimitations de frontières peuvent être effectuées en fonction de l'échelle à partir de laquelle les villes naturelles ont été générées. Les villes naturelles dérivées de zones régionales plus petites fourniront des résultats moins précis mais encore utilisables dans certaines analyses, comme par exemple la détermination de l'expansion urbaine au fil du temps. Comme mentionné précédemment, de manière optimale, les villes naturelles devraient être basées sur une quantité massive, par exemple, d'intersections de rues pour un pays entier ou même le monde. C'est parce que les villes naturelles sont basées sur La Sagesse des foules, qui nécessite le plus grand ensemble de données disponibles pour obtenir les meilleurs résultats. Notez également que la structure des villes naturelles peut être considérée comme étant Fractale par nature.Il est important que, lorsque des ruptures tête/queue sont utilisées pour générer des villes naturelles, les données ne soient pas agrégées par la suite. Par exemple, le nombre de villes naturelles générées ne peut être connu qu'après leur génération. Il n'est pas possible d'utiliser un nombre prédéfini de villes pour une zone ou un pays et d'agréger les résultats des villes naturelles aux frontières administrativement déterminées des villes. Naturellement, les villes naturelles devraient suivre la loi de Zipf, si ce n'est pas le cas, la zone est probablement trop petite, ou les données ont probablement été traitées de manière incorrecte. Un exemple de cela est observé dans une recherche où des ruptures tête/queue ont été utilisées pour extraire des villes naturelles, mais elles ont été agrégées aux frontières administratives, ce qui a conduit à la conclusion que les villes ne suivent pas la loi de Zipf. Cela se produit plus souvent en science, où les articles produisent en réalité des résultats qui sont en fait faux.

### Rendu de couleur DEM

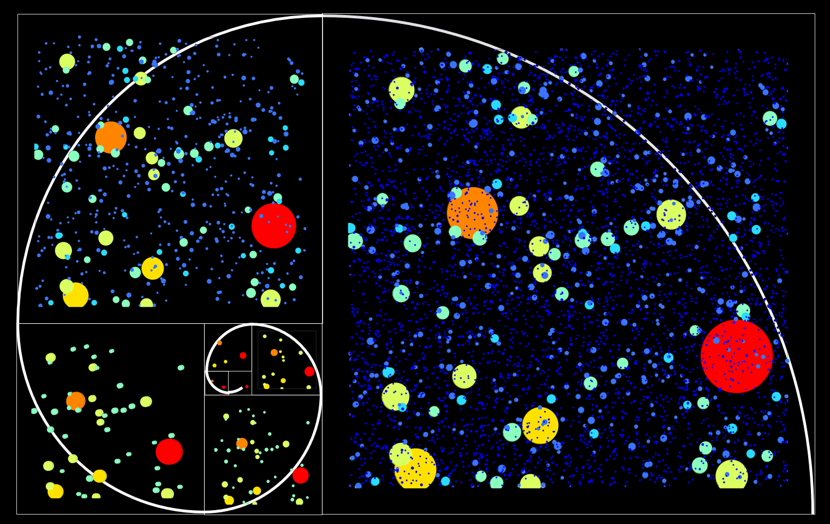
La disposition en spirale illustre huit niveaux de hiérarchie dérivés d'un ensemble de données fictif de 5 000 villes, dont les tailles suivent une distribution de rang-taille. Les villes sont représentées par des points utilisant une carte de couleurs en spectre, allant du rouge (plus grand) au bleu. (smallest).

Les rendus de couleur actuels pour les DEM ou les cartes de densité sont essentiellement basés sur des classifications conventionnelles telles que les ruptures naturelles ou les intervalles égaux, ce qui exagère de manière disproportionnée les hautes élévations ou les hautes densités. En fait, il n'y a pas tant de zones de haute altitude ou de haute densité. Il a été constaté que les ruptures tête/queue basées sur la coloration sont plus favorables que celles des autres classifications.

### Cartographie de la hiérarchie de mise à l'échelle
Le schéma de beaucoup plus de petites choses que de grandes se retrouve fréquemment dans les données géographiques. Une disposition en spirale inspirée du nombre d'or ou de la suite de Fibonacci peut aider à visualiser cette notion récursive de hiérarchie d'échelle et des différents niveaux d'échelle.En d'autres termes, de l'échelle la plus petite à la plus grande, une carte peut être vue comme une carte d'une carte d'une carte, et ainsi de suite.

### Autres applications
Autres applications des ruptures tête/queue :
- Servir de méthode pour estimer efficacement l'entropie absolue de Boltzmann des données raster numériques
- Quantifier la représentation multiscale d'une polyligne
- Augmenter l'efficacité computationnelle dans l'analyse des flux de données (en) en mettant l'accent sur la partie tête du jeu de données de flux
- Analyse temporelle de Îlot de chaleur urbain liée à l'environnement thermique
- Analyse d'image où l'anisotropie est mesurée dans des motifs de points extraits avec une transformation numérique de pulsation en utilisant les ruptures tête/queue
- Visualiser et analyser les motifs spatiaux dans le commerce bilatéral (en)
- Pour identifier les graphiques de fonction urbaine, notez que cet article applique des ruptures tête/queue sur Loi normale Estimation par noyau, ce qui réduit la précision de la méthode des ruptures tête/queue. Essentiellement, une approche des villes naturelles est adoptée, mais les données initiales choisies pour effectuer les ruptures tête/queue ont été réduites au préalable. Pour une meilleure représentation des graphiques de fonction urbaine, des ruptures tête/queue peuvent être appliquées comme première étape pour délimiter ces zones.
- Analyser les structures ou les points chauds naturellement présents dans les données pour mettre en évidence les zones d'intérêt* (Based on natural cities).
- Analyse de sur-tourisme basée sur les locations à court terme (comme AirBnB) en créant des points chauds à partir de la distribution des appartements loués.
- Mesurer l'intensification du tourisme basée sur la dimension fractale délimitée en utilisant des villes naturelles
- Identifier les points chauds urbains basés sur les arrêts de taxi, où les gens sont les plus susceptibles de descendre aux principaux monuments ou aux zones de correspondance des transports en commun. Des ruptures tête/queue sont appliquées pour séparer les arrêts moins denses où peu de gens descendent, des arrêts majeurs où le plus de gens descendent.
- Déterminer les points chauds de circulation ou les zones de congestion, qui peuvent ensuite être utilisés pour déterminer les tarifs routiers. Les villes naturelles sont une approche efficace pour identifier ces zones.
- Utiliser les villes naturelles pour identifier le modèle polycentrique des villes chinoises, c'est-à-dire identifier les multiples centres d'activité dense que l'on trouve dans les villes.
- Déterminer comment la croissance des villes affecte l'environnement thermique dans les villes en utilisant les villes naturelles comme outil de mesure.
- Identifier les zones ou systèmes urbains résilients.
- Identifier les villes polycentriques (en) avec des images nocturnes, qui peuvent être utilisées pour évaluer les niveaux de développement urbain.
- Quantifier l'expansion urbaine en utilisant les données POI comme indicateurs des zones construites.
- Détection des données de foule hiérarchiques avec différents algorithmes de regroupement.
- Utilisation des données Twitter obtenues pendant la pandémie de Covid-19 pour analyser les points chauds spatiaux avec des villes naturelles.
- Réduire les émissions de carbone en divisant les espaces urbains à l'aide de ruptures tête/queue.
- Utiliser la télédétection pour identifier l'expansion des villes centrales.
- Les ruptures tête/queue peuvent servir d'indicateur principal que les phénomènes sont distribués selon une loi de puissance et que la Loi de Pareto devrait favoriser la Loi normale dans les espaces géographiques. Par exemple, dans les études sur la biodiversité et la pédodiversité (en), où il semble y avoir des relations fractales telles que les relations taxa-surface (en). Complémentaire à cela, les polygones des cartes de sol et de végétation montrent également une échelle au sein de leurs structures. Cela peut être identifié et mis en évidence en utilisant les ruptures tête/queue.
- Dans l'extraction des caractéristiques et des textures d'image, certains algorithmes comme la transformation de pulse discrète, où le lissage LULU (en) est utilisé pour extraire les caractéristiques, peuvent être accélérés en utilisant des ruptures tête/queue dans l'algorithme pour séparer plus efficacement les grandes caractéristiques des plus petites.
- En analysant les hiérarchies dans les motifs urbains (c'est-à-dire les rues, les contours des bâtiments), la saillance visuelle peut être déterminée car elle suit un principe similaire, à savoir une loi d'échelle ou une distribution à longue traîne. Les ruptures tête/queue sont une aide pour déterminer les hiérarchies présentes en raison de la nature d'échelle de la morphologie urbaine et pourraient être d'une utilité supplémentaire lors de l'étude des applications des réseaux de rues urbains. C'est particulièrement le cas pour l'analyse de l'accessibilité, combinée avec la syntaxe spatiale, les breaks tête/queue permettent une compréhension approfondie de la structure du réseau de rues.
- Les structures urbaines, comme les réseaux de rues, ont prouvé qu'elles étaient de nature fractale. Un point important à noter est que cette structure ne se compose pas d'un seul fractal défini, elle est caractérisée par un réseau complexe multifractal. Cela signifie qu'à différentes échelles, le fractal défini peut changer. Les ruptures tête/queue peuvent être utilisées pour déterminer la structure du réseau complexe à différentes échelles, car elles s'ajustent en fonction des données à chaque nouvelle hiérarchie.
- Les ruptures tête/queue en tant que méthode de classification peuvent être utilisées pour visualiser les schémas de croissance ou de propagation dans, par exemple, une pandémie mondiale, comme celle de la Covid-19. En utilisant les ruptures tête/queue, les principaux événements de propagation peuvent être efficacement cartographiés et visualisés, où les lieux avec un taux d'infection élevé sont spécifiquement mis en évidence en raison de leur appartenance à la classe la plus élevée. Le modèle de mesure du risque basé sur l'approche des ruptures tête/queue peut décrire les caractéristiques d'évolution spatiale et temporelle du risque de COVID-19, et peut mieux prédire la tendance du risque des futures épidémies dans chaque ville et identifier le risque des futures épidémies même pendant les périodes de faible incidence.
- Les réseaux de fractures rocheuses sont des propriétés des roches qui sont très importantes en ingénierie des roches avec des applications dans l'exploitation minière, le développement du gaz de schiste ou la stabilité des pentes. En raison des caractéristiques d'Autosimilarité de ces fractures combinées à la nature fractale qu'elles inhibent, les ruptures tête/queue fournissent des mesures et des analyses précises de ces réseaux de fractures rocheuses.
- Classer les attractions touristiques en fonction de leur fréquentation : les plus visitées, les moins visitées et celles situées entre les deux, pour des recherches ultérieures sur l'itinéraire optimal des bus touristiques.
- Mesurer quantitativement l'hétérogénéité de la distribution criminelle tout en prenant simultanément en compte les caractéristiques statistiques et géométriques de la distribution criminelle.
- Examiner la durabilité urbaine des dynamiques socio-économiques et environnementales. Les villes naturelles servent de mesures de la forme urbaine de base pour capturer objectivement les schémas spatiaux du changement de durabilité.